# Parantica schoenigi
Parantica schoenigi är en fjärilsart som beskrevs av Julian Jumalon 1971. Parantica schoenigi ingår i släktet Parantica och familjen praktfjärilar. IUCN kategoriserar arten globalt som starkt hotad. Inga underarter finns listade i Catalogue of Life.